# Isis Hainsworth
Isis Hainsworth (Edimburgo, 22 settembre 1998) è un'attrice britannica.

## Biografia
Nata e cresciuta a Edimburgo, ha esordito sul piccolo schermo nel 2016 in alcuni episodi di One of Us e In Plain Sight. L'anno successivo ha fatto il suo debutto nel West End londinese come protagonista della commedia Our Ladies of Perpetual Succour. Nel 2020 ha esordito al cinema con Emma., nel rolo di Elizabeth Martin, mentre negli anni successivi ha continuato a recitare sul piccolo e grande schermo in film come Metal Lords e Catherine o serie televisive come Harlots e I miserabili.
Tuttavia, Hainsworth ha riscosso i suoi maggiori successi a teatro. Nel 2019 ha ottenuto una candidatura all'Ian Charleson Award per la sua interpretazione del ruolo di Ermia in Sogno di una notte di mezza estate in scena al Bridge Theatre. Nel 2023 ha ricevuto il plauso unanime della critica britannica per la sua interpretazione nel ruolo di Giulietta accanto al Romeo di Toheeb Jimoh nella tragedia shakespeariana in cartellone all'Almeida Theatre per la regia di Rebecca Frecknall.

## Filmografia

### Cinema
- Emma., regia di Autumn de Wilde (2020)
- Il concorso (Misbehaviour), regia di Philippa Lowthorpe (2020)
- Metal Lords, regia di Peter Sollett (2022)
- Catherine (Catherine Called Birdy), regia di Lena Dunham (2022)

### Televisione
- One of Us - serie TV, 4 episodi (2016)
- In Plain Sight - serie TV, episodio 1x2 (2016)
- Harlots - serie TV, 4 episodi (2018)
- Wanderlust - serie TV, 5 episodi (2018)
- I miserabili (Les Misérables) - serie TV, episodio 1x4 (2019)
- The Victim - serie TV, 4 episodi (2019)
- Red Rose - serie TV, 7 episodi (2022)

## Teatro
- Our Ladies of Perpetual Succour di Lee Hall, regia di Vicky Featherstone. Duke of York's Theatre di Londra (2017)
- Chiaro di luna e Night School di Harold Pinter, regia di Jamie Lloyd. Harold Pinter Theatre di Londra (2018)
- Sogno di una notte di mezza estate di William Shakespeare, regia di Nicholas Hytner. Bridge Theatre di Londra (2019)
- Romeo e Giulietta di William Shakespeare, regia di Rebecca Frecknall. Almeida Theatre di Londra (2023)
- La casa di Bernarda Alba di Federico García Lorca, regia di Rebecca Frecknall. National Theatre di Londra (2023)
- The Outrun di Stef Smith, regia di Vicky Featherstone. Church Hill Theatre di Edimburgo (2024)
- Misura per misura di William Shakespeare, regia di Emily Burns. Royal Shakespeare Theatre di Stratford-upon-Avon (2025)

## Doppiatrici italiane
- Vittoria Bartolomei in Catherine e Red Rose
- Luna Miriam Iansante in Metal Lords